# 松井一憲
松井 一憲（まつい かずのり、10月7日 - ）は、日本の男性俳優、声優。

## 概要
ぷろだくしょんバオバブ所属。
資格は普通自動車免許。
特技にサッカー、水泳、卓球、趣味に舞台鑑賞、外国のビールを飲む事を挙げている。

## 出演作品

### テレビドラマ
- 仮面ライダー剣
- 交渉人（機動隊員）
- ゼロ 一獲千金ゲーム（解説放送）
- 美女と男子（樫村祐次）
- 冬のひまわり
- 流転の王妃・最後の皇弟
- 鹿鳴館

### 映画
- 髪がかり
- ゴジラ FINAL WARS
- スクラップ・ヘブン

### 舞台
- 今夜、彗星の下で（朗読）
- ひらひら（朗読）
- Sabor4 〜お話と音楽と〜
- セラピスト
- 99のなみだ2012
- Butterfly〜てふてふ荘へようこそ〜
- sabor〜お話と音楽と〜1,2,3

### テレビアニメ
- パズドラクロス（2018年、アナウンサー）
- 名探偵コナン（2018年、永見、係員）
- Re:ゼロから始める異世界生活（2020年 - 2021年、青年団、青年団員、村人） - 2シリーズ
- アイドリッシュセブン Second BEAT!（2020年、記者E）

### webアニメ
- NEXCO東日本 アニメPV
- 草加トレック 若きせんべい達（2014年、ニンニク）

### ドラマCD
- 水のほとり

### ゲーム
- 第3次スーパーロボット大戦α 終焉の銀河へ（2005年、親衛隊兵）
- スーパーロボット大戦Z（2008年、アルデバロン兵）
- タワー オブ アイオン（2009年）
- 第2次スーパーロボット大戦Z（2011年、ユニオン兵）
- 第2次スーパーロボット大戦OG（2012年、ガイヤセイバーズ兵）
- 第3次スーパーロボット大戦Z（2014年、アレギウム防衛隊員兵）
- ファイナルファンタジーVII リメイク（2020年）

### 再現VTR
- 最終警告!たけしの本当は怖い家庭の医学
- 幸せ!ボンビーガール
- バナナマンの決断は金曜日!
- ワールドビジネスサテライト

### イベント
- 時代劇専門チャンネル「時代劇祭りin有楽町」

### CM
- goo
- ザ・リーブ
- タカラトミー
  - WAR OF BRAINS（ナレーション）
  - 陸海空RC（ナレーション）
- DELLテクノロジーズアドバイザー（ナレーション）

### VP
- NTTドコモ東海
- コカ・コーラ
- 富士通
- UFJ銀行

### 吹き替え

#### 映画（吹き替え）
- CAM（ジョーダン）
- サンダードラゴン（チャウ）
- パウロ 愛と赦しの物語（教徒男、イエス）
- ハッスル・キング（ホーチェン）
- 僕が大人になる前に（ステイシー〈ウィリアム〉）
- ポリス・ストーリー REBORN

#### ドラマ
- 仮面の王 イ・ソン（内官）
- KILLJOYS/銀河の賞金ハンター シーズン4（護衛男）
- グッド・ファイト（ジミー、マテオ、ヴァルガス）
- クワンティコ/FBIアカデミーの真実（バット）
- ケイブ・レスキュー: タイ洞窟決死の救出（コール中尉）
- コウラン伝 始皇帝の母（ロウアイ、エイコク）
- サムバディ（フード男、ハンター 他）
- シカゴ P.D. シーズン3（ジミー・ボレッリ）
- シカゴ・ファイア シーズン4（ジミー・ボレッリ〈スティーブン・R・マックイーン〉）
- シカゴ・メッド（ジョーイ・トーマス、レザ、メティ）
- SCORPION/スコーピオン シーズン4（フォックス）
- スタン・リーのラッキーマン（ニキル）
- STALKER: ストーカー犯罪特捜班（トリップ）
- フロム・ダスク・ティル・ドーン ザ・シリーズ シーズン3（テレンス）
- ヘチ 王座への道（ナム監察）
- TABOO（ゴットフリー、クープ）
- HAWAII FIVE-0 シーズン9（ジャック）
- フロム・ダスク・ティル・ドーン ザ・シリーズ シーズン3（テレンス）
- MACGYVER/マクガイバー シーズン3（仲間）
- ロスト・ガール シーズン5（マックス）

#### アニメ
- 忍者ハットリくん